# اللغة التونغية
التونغية هي لغة أوسترونيزية منطوقة في تونغا. يتكلمها حوالي 100,000 متكلّم وهي لغة تونغا الوطنيّة. إنّها لغة تتكون من (فعل-فاعل-مفعول).
لغات مرتبطة
التونغية هو أحد العديد من اللغات في فرع البولينيزي للغات الأوسترونيزية، مع الهاوائية والماروية والتاهيتية. باعتبار أن اللغات البولينيزية تطورت من لغة قديمة إلى كلغة Proto-Polynesian، يبدو ذلك الأصوات الكلامية للغة التونغية حازت على التغير الأدنى.